# الساندرو پیستون
الساندرو پیستون (انگلیسی: Alessandro Pistone؛ زادهٔ ۲۷ ژوئیهٔ ۱۹۷۵) بازیکن فوتبال اهل ایتالیا است.
از باشگاه‌هایی که در آن بازی کرده‌است می‌توان به باشگاه فوتبال اینتر میلان، باشگاه فوتبال آسکولی، باشگاه فوتبال ونتزیا، باشگاه فوتبال اورتون، باشگاه فوتبال نیوکاسل یونایتد، و باشگاه فوتبال ویچنزا اشاره کرد.
وی همچنین در تیم ملی فوتبال زیر ۲۱ سال ایتالیا بازی کرده‌است.